# زمينوغورسك
زمينوغورسك (بالروسية: Змеиногорск) هي إحدى مدن روسيا في الكيان الفدرالي الروسي ألطاي كراي.